# Fuga dal Campo 14
Fuga dal Campo 14  (Escape from Camp 14) è una biografia scritta dal giornalista americano Blaine Harden della vita di Shin Dong-hyuk, il primo esule della Corea del Nord ad esser nato in un campo di prigionia che sia poi riuscito ad uscirne vivo, fuggire dal suo Paese e raccontare la sua storia al mondo. Il libro tratta la sua vita dalla nascita nel 1982 al 2012.
La biografia è stata creata da Blaine grazie a una lunga serie di interviste (circa due anni) fatte al protagonista Shin e ai suoi amici. Il libro, tradotto in 28 paesi, è uscito nel 2012 in inglese e nel 2014 in italiano tramite la casa editrice Codice.
Nel 2015 Shin Dong-hyuk ha ammesso pubblicamente che alcuni elementi della sua storia sono stati da lui volutamente alterati e falsati, al fine di mantenere un distacco con il suo passato e non essere costretto a rivivere un momento difficile della sua vita; la parte centrale della sua storia è stata comunque confermata come veritiera.

## Struttura del libro
Il libro è formato da una prefazione, un'introduzione e 23 capitoli suddivisi in tre sezioni principali. Segue un breve epilogo, un'Appendice con le 10 regole del campo complete e una postfazione per un totale di 290 pagine.

## Trama
Nato nel Campo 14, uno dei diversi campi per prigionieri politici esistenti in Corea del Nord, Shin conoscerà solo poche e chiare regole di vita: le 10 regole che dominano la vita di tutti i prigionieri. Nel campo la vita è dura e segnata dal tradimento reciproco (unico modo che Shin conosca per sopravvivere) e dal bisogno di espiare i propri peccati contro il proprio Paese. Infatti, tutti i bambini nati nel campo venivano chiaramente informati che, essendo figli di prigionieri, loro stessi ne portano i peccati e il sangue impuro e che l'unico modo per sperare di migliorare è obbedire sempre alle violente guardie del campo (da considerare maestri) e alle quali non si può mai disobbedire, pena la morte immediata o la tortura.
Shin accetta questa vita come l'unica possibile; non si chiede cosa ci sia fuori dal campo; non sente il desiderio di fuggire ed è sinceramente convinto del proprio stato peccaminoso e dei suoi doveri ai quali deve sottostare, al punto che nel campo tradisce la sua stessa madre e il fratello senza sentir alcun rimorso al riguardo.
Anni dopo, grazie alla conoscenza di un prigioniero venuto dall'esterno, per la prima volta Shin scopre com'è il mondo al di fuori del campo e riesce a dare un contesto a ciò che sta vivendo, trovando il desiderio di scappare anche se, per sua stessa ammissione, non lo farà per ottenere la libertà o per conquistare dei diritti, ma solo sperando di riuscire finalmente a mangiare fino a riempirsi la pancia (la dieta del campo infatti è appena sufficiente a mantenere i prigionieri in vita e non sempre): la fame è quindi il suo primo e unico pensiero, il desiderio da soddisfare.
Finalmente, il 2 gennaio 2005 Shin riesce fortunosamente a fuggire dal campo e attraversa il Paese fino ad arrivare al confine con la Cina, dove riuscirà ad entrare attraversando il fiume Yalu. Il viaggio di Shin in Cina dura diversi mesi fino a quando riesce, con l'aiuto di un coreano, a entrare nell'ambasciata sudcoreana per poi arrivare finalmente a Seul. Shin conoscerà varie associazioni che cercheranno di aiutarlo e che vorranno ascoltare la sua storia, inoltre girerà molto tra la Corea del Sud e gli Stati Uniti. Sarà difficile per lui adattarsi alle diverse condizioni di vita e ai differenti modi di pensare che scoprirà attorno a lui. Alla fine, Shin deciderà di vivere in Corea del Sud e di usare la sua dura esperienza di vita per far sapere al mondo ciò che accade in Corea del Nord.

## La parziale ritrattazione
Domenica 18 gennaio il Washington Post ha scritto che Shin Dong-Hyuk, nato in un campo di concentramento della Corea del Nord dal quale riuscì a scappare nel 2005, ha ammesso di aver alterato alcuni dettagli della sua storia.
Ad esempio, Shin nel libro racconta la storia terribile di come ha perso la sua famiglia. All’età di sei anni la madre e il fratello gli parlarono di un piano per fuggire dal campo. Shin racconta nel libro di averli denunciati alle guardie in cambio di un po’ di cibo e di aver assistito alla loro uccisione. Oggi Shin dice che all’epoca lui e la sua famiglia si trovavano in due campi separati. Nel libro Shin raccontava anche di quando, all’età di 13 anni, le guardie scoprirono un suo piano di fuga e lo torturarono. Anche questa storia è andata diversamente: Shin ha raccontato di essere riuscito a fuggire diverse volte dal campo. Dopo una di queste fughe fu fermato dalla polizia oltre il confine cinese e rimandato in Corea del Nord, dove fu torturato in maniera molto violenta. 
Degli attivisti hanno detto che comunque la parte principale del racconto di Shin è ancora valida e lo stesso Shin ha invitato gli altri attivisti a proseguire le campagne di informazione sulla situazione dei prigionieri politici in Corea del Nord.

## Edizioni
- Blaine Harden, Fuga dal Campo 14, Codice, 2014,  p. 290, ISBN 978-88-7578-456-0.